# Péndulo físico
Un péndulo físico o péndulo compuesto es cualquier cuerpo rígido que pueda oscilar libremente en el campo gravitatorio alrededor de un eje horizontal fijo, que no pasa por su centro de masa.

## Deducción del periodo

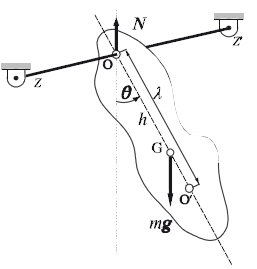
Figura 1. Péndulo físico..

El péndulo físico es un sistema con un solo grado de libertad; el correspondiente a la rotación alrededor del eje fijo  (Figura 1). La posición del péndulo físico queda determinada, en cualquier instante, por el ángulo θ que forma el plano determinado por el eje de rotación y el centro de gravedad (G) del péndulo con el plano vertical que pasa por el eje de rotación. 
Llamaremos h a la distancia del centro de gravedad (G) del péndulo al eje de rotación ZZ′. Cuando el péndulo está desviado de su posición de equilibrio (estable) un ángulo {\displaystyle \theta \,}, actúan sobre él dos fuerzas ({\displaystyle mg\,} y {\displaystyle N\,}) cuyo momento resultante con respecto al punto O es un vector dirigido a lo largo del eje de rotación ZZ′, en el sentido negativo del mismo; i. e., 

(1){\displaystyle M_{\text{e}}=-mgh\operatorname {sen} \theta \,}

Si es {\displaystyle I_{\text{O}}\,} el momento de inercia del péndulo respecto al eje de suspensión ZZ′ y llamamos {\displaystyle {\ddot {\theta }}} a la aceleración angular del mismo, el teorema del momento angular nos permite escribir la ecuación diferencial del movimiento de rotación del péndulo: 

(2){\displaystyle -mgh\operatorname {sen} \theta =I_{\text{O}}{\ddot {\theta }}}

que podemos escribir en la forma 

(3){\displaystyle {\ddot {\theta }}+{mgh \over I_{\text{O}}}\operatorname {sen} \theta =0}

que es una ecuación diferencial de segundo orden, del mismo tipo que la que encontramos para el péndulo simple.
En el caso de que la amplitud angular de las oscilaciones sea pequeña, podemos aproximar, según la serie de Taylor, sen(θ) ≈ θ y la ecuación [3] adopta la forma 

(4){\displaystyle {\ddot {\theta }}+{mgh \over I_{\text{O}}}\theta =0}

que corresponde a un movimiento armónico simple. 
El periodo de las oscilaciones es 

(5){\displaystyle T=2\pi {\sqrt {I_{\text{O}} \over mgh}}}

## Longitud reducida
Siempre es posible encontrar un péndulo simple cuyo periodo sea igual al de un péndulo físico dado; tal péndulo simple recibe el nombre de péndulo simple equivalente y su longitud λ recibe el nombre de longitud reducida del péndulo físico. Utilizando la expresión del periodo del péndulo simple de longitud λ, podemos escribir 

(6){\displaystyle T=2\pi {\sqrt {I_{\text{O}} \over mgh}}=2\pi {\sqrt {\lambda  \over g}}}

y, por lo tanto, tenemos que

(7){\displaystyle \lambda ={I_{\text{O}} \over mh}}

Así, en lo que concierne al periodo de las oscilaciones de un péndulo físico, la masa del péndulo puede imaginarse concentrada en un punto (O′) cuya distancia al eje de suspensión es λ. Tal punto recibe el nombre de centro de oscilación. Todos los péndulos físicos que tengan la misma longitud reducida λ (respecto al eje de suspensión) oscilarán con la misma frecuencia; i. e., la frecuencia del péndulo simple equivalente, de longitud λ.

## Puntos conjugados
Es conveniente sustituir en la expresión [5] el valor del momento de inercia IO del péndulo respecto al eje de suspensión ZZ′ por el momento de inercia IG del cuerpo respecto a un eje paralelo al anterior que pase por el centro de gravedad del péndulo. Así, sirviéndonos del teorema de Steiner, y llamando K al radio de giro del cuerpo respecto a este último eje, podemos escribir 

(8){\displaystyle I_{\text{O}}=I_{\text{G}}+mh^{2}=mK^{2}+mh^{2}=m(h^{2}+K^{2})\,}

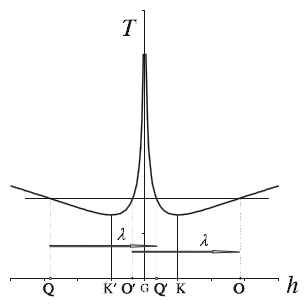
Figura 2. Representación gráfica de la dependencia del periodo con la distancia entre el centro de suspensión (O) y el de gravedad (G).

de modo que la expresión [5] se transforma en 

(9){\displaystyle T=2\pi {\sqrt {{h^{2}+K^{2}} \over gh}}}

En la Figura 2 hemos representado gráficamente la función T(h). Obtenemos una curva con dos ramas, que corresponden a colocar el eje de suspensión a un lado u otro del centro de gravedad del cuerpo. Como ambas ramas son simétricas respecto al eje vertical, en la práctica bastará con hacer observaciones a un solo lado del c.d.g.. Como queda bien manifiesto en la representación gráfica de Figura 2, la función T(h) dada por [9], el periodo de las oscilaciones presenta un valor mínimo para un cierto valor de la distancia h existente entre el centro de gravedad y el eje de suspensión. A partir de la expresión [9] es fácil demostrar que el valor mínimo del periodo se presenta cuando h = K, esto es, cuando la distancia entre el c.d.g. y el eje de suspensión coincide con el radio de giro respecto a un eje que pasa por el c.d.g..
La gráfica de la Figura 2 también pone de manifiesto que para un valor del periodo T > Tmín existen cuatro puntos (O,O′,Q,Q′) tales que al hacer pasar por ellos el eje de suspensión (en direcciones paralelas entre sí) las oscilaciones del péndulo físico tendrán el mismo periodo. De la simetría de la gráfica de la Figura 2 se deduce que los puntos O y Q, son equidistantes del centro de gravedad del cuerpo, y que lo mismo ocurre para los puntos O′ y Q′. Además, dado que la distancia que separa los puntos O y O′, esto es, OO′ = λ, es la misma que separa los puntos Q y Q′ (QQ′ = λ), decimos que los puntos O y O′ son conjugados entre sí; y lo mismo decimos de los puntos Q y Q′. Veamos a que obedece tal denominación. 
Cuando el péndulo oscila alrededor de un eje horizontal que pasa por el punto O, dicho punto recibe el nombre de centro de suspensión, y el punto O′, que se encuentra a una distancia λ del punto O, recibe el nombre de centro de oscilación. 
El centro de oscilación recibe también el nombre de centro de percusión porque cuando se aplica a él una percusión (impulso producido por una fuerza de corta duración) su conjugado, esto es, el centro de suspensión, no acusa percusión alguna. El cuerpo tiende a girar alrededor del centro de suspensión aun cuando no pase por él ningún eje fijo.
Si ahora hacemos pasar el eje de suspensión por el punto O′, de modo que sea paralelo al anterior eje de suspensión, el punto O′ pasa a ser el punto de suspensión, en tanto que el punto O pasa a ser el centro de oscilación. Ambos puntos han permutado entre sí sus papeles; por eso se dice que son conjugados. Lo mismo podemos decir para los puntos Q y Q′. Los resultados anteriores constituyen el llamado Teorema de Huygens (1629-1695), que podemos enunciar en la forma siguiente:
La longitud reducida de un péndulo físico no varía cuando el centro de oscilación O′ pasa a ser centro de suspensión (O), pues ambos puntos permutan entre sí sus papeles. El periodo del péndulo será el mismo en ambos casos.
Esta propiedad se aprovecha para la construcción del llamado péndulo reversible de Kater, instrumento que permite medir el valor de la aceleración gravitatoria con gran precisión.

## Demostración del Teorema de Huygens
Hemos demostrado el teorema de Huygens a partir de unas consideraciones semicualitativas acerca de la simetría de las dos ramas de la curva que representa a la función T(h). Veamos ahora una demostración analítica más rigurosa. Consideremos que el eje de suspensión del péndulo pase por el punto O, situado a una distancia h del centro de gravedad del cuerpo. Combinando las expresiones [7] y [8], la longitud reducida del péndulo, respecto a ese eje de suspensión, puede expresarse en la forma 

(10){\displaystyle \lambda ={I_{\text{O}} \over mh}={I_{\text{G}}+mh^{2} \over mh}={mK^{2}+mh^{2} \over mh}={h^{2}+K^{2} \over h}=h+{K^{2} \over h}}

Ahora, hagamos pasar el eje de suspensión por otro punto, situado sobre la recta OG y que se encuentre a una distancia h′ del centro de gravedad de modo que el periodo de las oscilaciones sea el mismo que antes; esto equivale a decir que la longitud reducida del péndulo, respecto a este nuevo eje de suspensión, es la misma que anteriormente (λ=λ′). Podemos escribir

(11){\displaystyle \lambda ={h^{2}+K^{2} \over h}={h'^{2}+K^{2} \over h'}={h^{2}-h'^{2} \over h-h'}={(h+h')(h-h') \over (h-h')}}

donde hemos hecho uso de la siguiente propiedad de las proporciones {\displaystyle \textstyle \quad {a \over b}={c \over d}={a\pm c \over b\pm d}}}} y, por lo tanto, 

(12){\displaystyle \lambda (h-h')=(h+h')(h-h')\,}

ecuación que tiene dos soluciones: 
1. Puede ser h = h′; i.e., se trata del punto Q, situado al otro lado del centro de gravedad  y a la misma distancia de éste que el punto O.
2. En el caso de que sea h ≠  h′, dividiendo por (h-h′) ambos miembros de la igualdad [12] y teniendo en cuenta [10], nos quedará:

(13)<{\displaystyle \textstyle \lambda =h+h'\quad \Rightarrow \quad h'=\lambda -h={K^{2} \over h}\quad \Rightarrow \quad hh'=K^{2}}

correspondiendo la distancia h′ a la posición del punto O′, conjugado del O, que se encuentra situado al otro lado del centro de gravedad  y de modo que la suma de distancias al mismo (h+h′) es la longitud reducida (λ) del péndulo.